# ファンキー・ジャンプ
『ファンキー・ジャンプ』は、石原慎太郎の短編小説。麻薬の妄想のうちで人を殺したジャズ・ピアニストの、執拗な幻影の追求を描いた詩的な作品である。石原は本作発表の前年にパリのサンジェルマンでホレス・シルヴァーの演奏を聴き、感銘を受けたという。守安祥太郎をモデルにした主人公の日本人ジャズ・ピアニストの演奏する楽曲は、ホレス・シルヴァーのアルバム『シルバーズ・ブルー』を下敷きにしている。
1959年（昭和34年）、文芸雑誌『文學界』8月号に掲載され、同年12月に新潮社より刊行された短篇集『殺人教室』に収録された。

## あらすじ
ブレイキーやガレスピーも絶賛する天才ジャズ・ピアニスト・松木敏夫（マキー）は、麻薬中毒だった。彼は恋人を殺した直後、コンサートで演奏する。演奏しながらマキーは、麻薬の幻覚の中でさまざまなことを追想し、ついには発狂し自分を海の上を飛び廻る一匹の小さな甲虫に変貌させ、壮絶な演奏のはてに死亡する。ジャズ評論家・タツノは、「こりゃ本物だ、本物のビ・バップだ」と叫ぶ。

## 作品評価・解釈
『ファンキー・ジャンプ』は、戦後日本に初めて出現したモダン・ジャズ小説とされ、石原の作品の中では比較的に高く評価されている。主人公のジャズ・ピアニスト・松木敏夫（マキー）のモデルは、1955年（昭和30年）に自殺した守安祥太郎だとされ、守安にチャーリー・パーカーを重ねて造型されていると指摘されている。
平岡正明は『ファンキー・ジャンプ』について、「俺はあの小説を評価（か）っている」と述べ、単にジャズをBGMに使っているような「風俗小説とは類を異にする」とし、「ジャズの演奏が物語を派生させる」と作品構成自体が音楽的であることを解説しながら、「本物のビーバップ小説」だと高い評価をしている。また平岡は、石原がエリオット・グレナードの『スパロー最後のジャンプ』を参考にして書いたのではないかと推測している。
三島由紀夫は『ファンキー・ジャンプ』を「見事な傑作」だと述べ、「現実の脱落してゆくありさまを、言葉のこのやうな脱落でとらへようとする（石原）氏の態度には、小説家といふよりは一人の逆説的な詩人があらはれてゐる」とし、一曲毎のジャズの題名を付けた節の構成については、「非常に粋で、卓抜なものである」と評している。また、戦前のモダニティー文学に比べ、この作品の特色が「モダニティーの極致に厳粛なものを内包している」とし、「次第に狂ほしくなつてゆく主人公が、麻薬の陶酔と苦痛の裡に、〈俺あ今　完璧に近いんじゃないか〉と自問する件りには、ひどくパセティックなものがある。表現への焦燥と表現との一致といふ、決して新らしくはない文学的課題が、かくも先鋭な神経的昂奮の頂点に、ありありと映し出されたのは新らしい」と解説し、「（石原）氏はあきらかに抒情詩を書いた」と評している。
また三島は作中の、〈夕焼けているのは俺たちだ〉という一行を引きながら、石原の言葉の感性について以下のように評している。